# Adenandra acuta
Adenandra acuta är en vinruteväxtart som beskrevs av Schlechter. Adenandra acuta ingår i släktet Adenandra och familjen vinruteväxter. Inga underarter finns listade i Catalogue of Life.